# Église de Noormarkku
L'église de Noormarkku (en finnois : Noormarkun kirkko) est une église située dans le quartier de Noormarkku à Pori en Finlande. 

## Histoire
Le 30 mars 1918, pendant la bataille de Noormarkku (fi) de la guerre civile finlandaise, une grenade, tirée par l'artillerie des gardes rouges, vole directement par la fenêtre et l'ancienne église de Noormarkku est détruite.
L'incendie brûle aussi toutes les archives et registres paroissiaux.
La nouvelle église est construite de 1931 à 1933, grâce au don, fait en 1927, de la A. Ahlström Osakeyhtiö en mémoire du centième anniversaire de Antti Ahlström. 
Le don comprend aussi les plans réalisés par Armas Lindgren.
L'église est rénovée en 1989 selon les plans de Carl-Johan Slotte. 
La direction des musées de Finlande a classé l'église et son paysage culturel dans les sites culturels construits d'intérêt national.

## Présentation
L'église a d'une surface de 571,4 m2 peut accueillir 500 personnes.
Par son apparence, l'édifice rappelle celle des églises médiévale en granite gris, comme l'église Saint-Olaf de Ulvila ou l'église Saint-Olaf de Tyrvää
Les murs extérieurs de l'église sont en granite gris et les murs intérieurs en briques.
Contrairement aux églises médiévales en pierre, le toit de l’église Noormarku est en cuivre.
La fresque de l'autel est peinte par Lennart Segerstråle en 1957. 
À partir d'anciennes photographies, Il a aussi dessiné la statue de pauvre homme détruite dans un incendie et à partir de ces dessins Pauli Österlund a sculpté dans les années 1950 un copie que l'on peut voir dans l'entrée de l'église.
Les nombreuses peintures de l'église sont dues à Göran Hongell, Björn Thunström, Aleksandra Frosterus-Såltin, Lars Hagelstam, Gunnar Forsström et Irma Ahlström.